# Park der Erinnerung (Selb)
Der Park der Erinnerung ist eine Grünfläche in Selb im Landkreis Wunsiedel in Bayern. Insgesamt vier Exponate erinnern an die Zeit des Kalten Krieges sowie die Deutsche Wiedervereinigung.

## Lage
Der Park liegt im südlichen Teil des historischen Ortskerns. Westlich führt die Schloßstraße von Norden kommend in südwestlicher Richtung an der Grünfläche vorbei. Südlich verläuft die Straße Am Mühlgraben. Nach Norden wird die Fläche durch den Selbbach begrenzt.

## Ausgestaltung

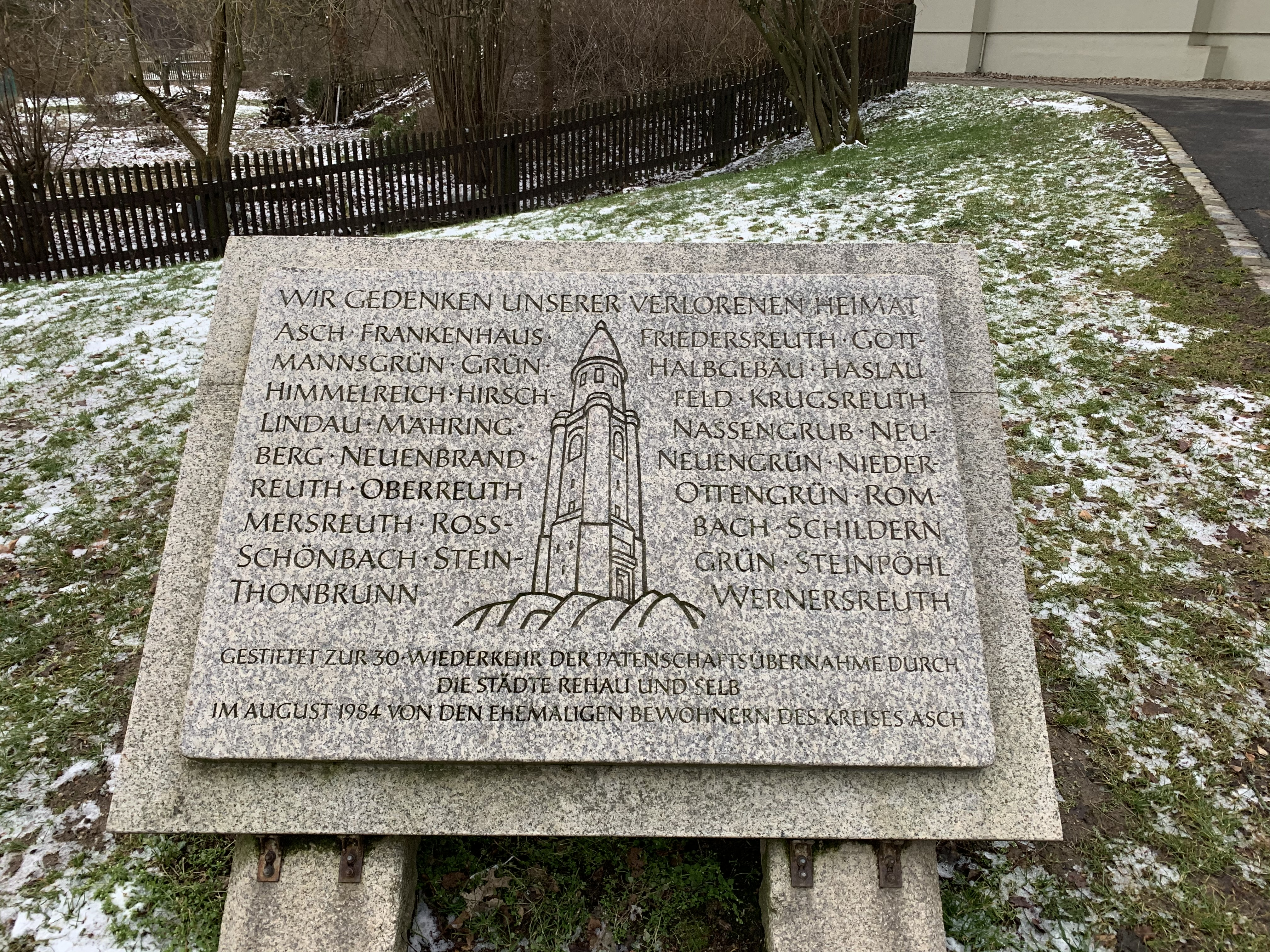
Gedenkstein Ascher Ländchen

Im nordwestlichen Teil steht ein Obelisk mit dem Titel 1989 – Das Jahr des Volkes. Er soll, so eine Informationstafel im Park, an die „politischen Wendungen in vielen Ländern“ in diesem Jahr erinnern. Südlich davon steht ein Block aus Granit. Er trägt den Titel Trennung und Wiedervereinigung und wurde im unteren Bereich teilweise zertrennt. Im oberen Bereich ist er unversehrt und soll so eine Wiedervereinigung symbolisieren. Nordöstlich steht ein Stück der Berliner Mauer, darauf eine Abbildung von Conrad Schumanns Sprung in die Freiheit. Das Werk des Berliner Künstlers Jakob Wanger war ein Geschenk an die Stadt. Es wurde 2013 anlässlich der Grenzland-Filmtage als „Ehrung zur grenzüberschreitenden Filmkunst während des Kalten Krieges“ geschaffen. Das Ensemble wurde durch einen weiteren Gedenkstein an das Ascher Ländchen ergänzt. Der Stein erinnert an die Vertreibung der Sudetendeutschen aus den Dörfern im Nachbarland.